# Савезне Државе Микронезије на Светском првенству у атлетици на отвореном 2011.
Микронезија је учествовала на Светском првенству у атлетици на отвореном 2011. одржаном у Тегуу 27—4. септембра. осми пут. Репрезентацију Микронезије представљало је двоје спортиста (1 мушкарац и 1 жена) који се такмичили у трци на 100 метара у мушкој и женској конкуренцији. , 
На овом првенству Микронезија није освојила ниједну медаљу. Није било нових рекорда, а поправљен је један најбољи резултат сезоне.

## Учесници
Мушкарци:
- Џон Хауард — 100 м

Жене:
- Mihter Wendolin — 100 м

## Резултати

### Мушкарци
| Атлетичар  | Дисциплина | Лични рекорд | Предтакмичење | Предтакмичење | Квалификације        | Квалификације        | Полуфинале           | Полуфинале           | Финале               | Финале       | Детаљи |
| Атлетичар  | Дисциплина | Лични рекорд | Резултат      | Место         | Резултат             | Место                | Резултат             | Место                | Резултат             | Место        | Детаљи |
| ---------- | ---------- | ------------ | ------------- | ------------- | -------------------- | -------------------- | -------------------- | -------------------- | -------------------- | ------------ | ------ |
| Џон Хауард | 100 м      | 10,83        | 11,71 ЛРС     | 7. гр. 2      | Није се квалификовао | Није се квалификовао | Није се квалификовао | Није се квалификовао | Није се квалификовао | 69 / 71 (75) |        |

### Жене
| Атлетичарка     | Дисциплина | Лични рекорд | Предтакмичење | Предтакмичење | Квалификације         | Квалификације         | Полуфинале            | Полуфинале            | Финале                | Финале       | Детаљи |
| Атлетичарка     | Дисциплина | Лични рекорд | Резултат      | Место         | Резултат              | Место                 | Резултат              | Место                 | Резултат              | Место        | Детаљи |
| --------------- | ---------- | ------------ | ------------- | ------------- | --------------------- | --------------------- | --------------------- | --------------------- | --------------------- | ------------ | ------ |
| Mihter Wendolin | 100 м      | 13,34        | 14,69         | 7. гр. 2      | Није се квалификовала | Није се квалификовала | Није се квалификовала | Није се квалификовала | Није се квалификовала | 69 / 71 (73) |        |